# Colobodactylus dalcyanus
Colobodactylus dalcyanus là một loài thằn lằn trong họ Gymnophthalmidae. Loài này được Vanzolini & Ramos mô tả khoa học đầu tiên năm 1977.